# UEFA-kupa-győztes labdarúgóedzők listája

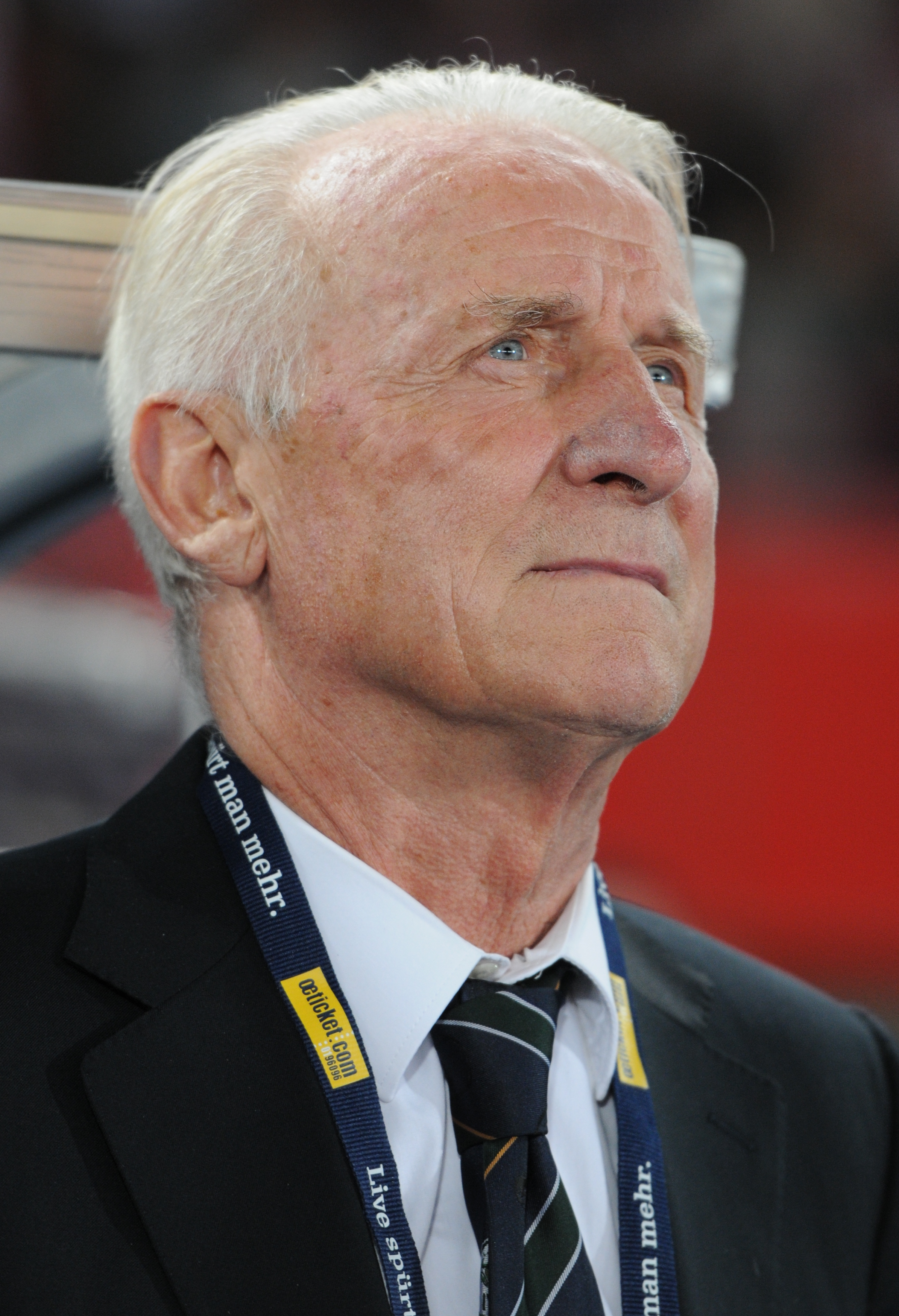
Giovanni Trapattoni, háromszoros UEFA-kupa-győztes edző

Ez az UEFA-kupa-győztes labdarúgóedzők listája. Az angol edző, Bill Nicholson vezette a Tottenham Hotspurt a győzelemhez az UEFA-kupa legelső döntőjében a szintén angol Wolverhampton Wanderers ellen. A kiírás első 25 évében a döntőket két részben bonyolították le, a két döntős csapat hazai stadionjában. 1998-ban Luigi Simoni már az első egy mérkőzéses döntőben vezette győzelemhez az Internazionale csapatát az SS Lazio ellen egy semleges stadionban, a párizsi Parc des Princes-ben.
Csupán három edző nyerte meg az UEFA-kupát egynél több alkalommal. A háromszoros győztes Giovanni Trapattoni a Juventusszal 1977-ben, az Internazionaléval 1991-ben, és még egyszer a Juventusszal 1993-ban nyert. Luis Molowny a Real Madrid edzőjeként nyerte meg a kupát kétszer egymás után, 1985-ben és 1986-ban, a sikert a spanyol Juande Ramos ismételte meg, aki a Sevillát vezette a döntőben győzelemhez 2006-ban és 2007-ben.
Bár az olasz edzők több UEFA-kupát nyertek, mint a többi nemzetiségűek, az utóbbi évek döntőiben a spanyol edzők voltak fölényben: háromszor hódították el a kupát 2004 és 2007 között. Öt edző nyerte meg a kupát az övétől eltérő országbeli csapattal; legutóbb a román Mircea Lucescu az ukrán FK Sahtar Doneck edzőjeként.

## Évek szerint

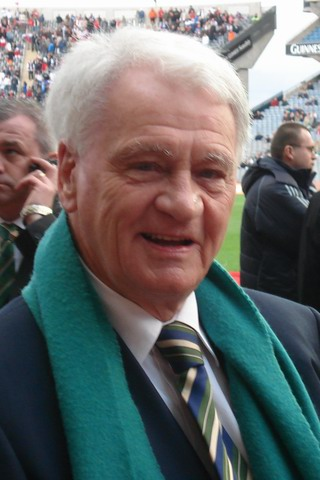
Bobby Robson, a győztes edző 1981-ben

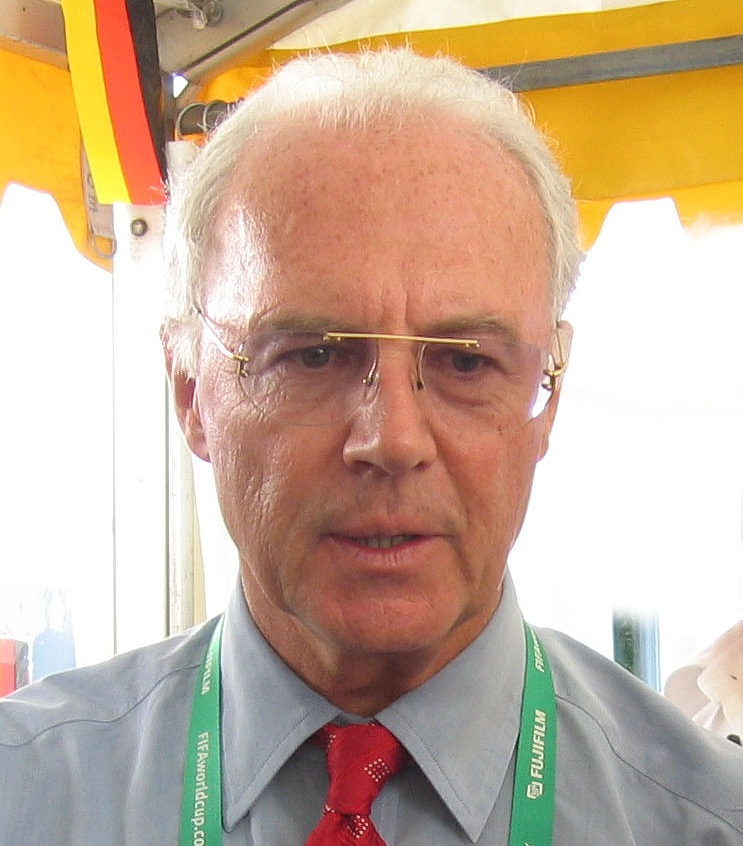
Franz Beckenbauer, a győztes edző 1996-ban

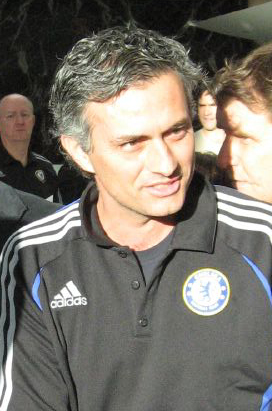
José Mourinho, a győztes edző 2003-ban

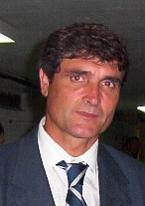
Juande Ramos, a győztes edző 2006-ban és 2007-ben

| Döntő |          | Győztes edző        |          | Klub                     | Forrás |
| ----- | -------- | ------------------- | -------- | ------------------------ | ------ |
| 1972  | angol    | Bill Nicholson      | angol    | Tottenham Hotspur        | [ 1 ]  |
| 1973  | skót     | Bill Shankly        | angol    | Liverpool                | [ 2 ]  |
| 1974  | holland  | Wiel Coerver        | holland  | Feyenoord                | [ 3 ]  |
| 1975  | német    | Hennes Weisweiler   | német    | Borussia Mönchengladbach | [ 4 ]  |
| 1976  | angol    | Bob Paisley         | angol    | Liverpool                | [ 5 ]  |
| 1977  | olasz    | Giovanni Trapattoni | olasz    | Juventus                 | [ 6 ]  |
| 1978  | holland  | Kees Rijvers        | holland  | PSV                      | [ 7 ]  |
| 1979  | német    | Udo Lattek          | német    | Borussia Mönchengladbach | [ 8 ]  |
| 1980  | német    | Friedel Rausch      | német    | Eintracht Frankfurt      | [ 9 ]  |
| 1981  | angol    | Bobby Robson        | angol    | Ipswich Town             | [ 10 ] |
| 1982  | svéd     | Sven-Göran Eriksson | svéd     | Göteborg                 | [ 11 ] |
| 1983  | belga    | Paul Van Himst      | belga    | Anderlecht               | [ 12 ] |
| 1984  | angol    | Keith Burkinshaw    | angol    | Tottenham Hotspur        | [ 13 ] |
| 1985  | spanyol  | Luis Molowny        | spanyol  | Real Madrid              | [ 14 ] |
| 1986  | spanyol  | Luis Molowny        | spanyol  | Real Madrid              | [ 14 ] |
| 1987  | svéd     | Gunder Bengtsson    | svéd     | Göteborg                 | [ 15 ] |
| 1988  | német    | Erich Ribbeck       | német    | Bayer Leverkusen         | [ 16 ] |
| 1989  | olasz    | Ottavio Bianchi     | olasz    | Napoli                   | [ 17 ] |
| 1990  | olasz    | Dino Zoff           | olasz    | Juventus                 | [ 18 ] |
| 1991  | olasz    | Giovanni Trapattoni | olasz    | Internazionale           | [ 6 ]  |
| 1992  | holland  | Louis van Gaal      | holland  | Ajax                     | [ 19 ] |
| 1993  | olasz    | Giovanni Trapattoni | olasz    | Juventus                 | [ 6 ]  |
| 1994  | olasz    | Giampiero Marini    | olasz    | Internazionale           | [ 20 ] |
| 1995  | olasz    | Nevio Scala         | olasz    | Parma                    | [ 21 ] |
| 1996  | német    | Franz Beckenbauer   | német    | Bayern München           | [ 22 ] |
| 1997  | holland  | Huub Stevens        | német    | Schalke 04               | [ 23 ] |
| 1998  | olasz    | Luigi Simoni        | olasz    | Internazionale           | [ 24 ] |
| 1999  | olasz    | Alberto Malesani    | olasz    | Parma                    | [ 25 ] |
| 2000  | török    | Fatih Terim         | török    | Galatasaray              | [ 26 ] |
| 2001  | francia  | Gérard Houllier     | angol    | Liverpool                | [ 27 ] |
| 2002  | holland  | Bert van Marwijk    | holland  | Feyenoord                | [ 28 ] |
| 2003  | portugál | José Mourinho       | portugál | Porto                    | [ 29 ] |
| 2004  | spanyol  | Rafael Benítez      | spanyol  | Valencia                 | [ 30 ] |
| 2005  | orosz    | Valerij Gazzajev    | orosz    | CSZKA Moszkva            | [ 31 ] |
| 2006  | spanyol  | Juande Ramos        | spanyol  | Sevilla                  | [ 32 ] |
| 2007  | spanyol  | Juande Ramos        | spanyol  | Sevilla                  | [ 32 ] |
| 2008  | holland  | Dick Advocaat       | orosz    | FK Zenyit                | [ 33 ] |
| 2009  | román    | Mircea Lucescu      | ukrán    | Sahtar Doneck            | [ 34 ] |

## Nemzetiség szerint
| Nemzetiség    | Győzelmek száma |
| ------------- | --------------- |
| Olaszország   | 9               |
| Hollandia     | 6               |
| Németország   | 5               |
| Spanyolország | 5               |
| Anglia        | 4               |
| Svédország    | 2               |
| Oroszország   | 1               |
| Portugália    | 1               |
| Románia       | 1               |
| Franciaország | 1               |
| Törökország   | 1               |
| Belgium       | 1               |
| Skócia        | 1               |

## Lásd még
- UEFA-kupa-döntők
- UEFA-kupa rekordok és statisztikák

## Külső hivatkozások
- Az UEFA-kupa története uefa.com